# Podgrad na Pohorju
Podgrad na Pohorju je naselje v Občini Slovenska Bistrica.